# Vetiver (banda)
Vetiver é uma banda americana de música folk, liderada pelo compositor Andy Cabic, em frequente parceria com Devendra Banhart, e formada também por Alissa Anderson (violoncelo), Otto Hauser (bateria), Carmen Biggers (violino), Brent Dunn (contrabaixo), Kevin Barker e Sanders Trippe (ambos nas guitarras).
O Vetiver lançou seu primeiro álbum em 2004 pelo selo de música folk DiCristina. Desde então, fez vários tours, abrindo shows e colaborando com Banhart e com Joanna Newsom. Antes de se mudar para São Fransisco, Andy Cabic foi membro da banda de indie The Raymond Brake, de Greensboro, Carolina do Norte, lançando discos pelo finado selo Simple Machines.

## Discografia

### Álbuns
- Vetiver (DiCristina, 2004)
- To Find Me Gone (DiCristina, FatCat Records, 2006)
- Thing of the Past (FatCat Records, 2008)
- Tight Knit (Sub Pop, 2009)
- The Errant Charm (Sub Pop, 2011)
- Complete Strangers (Easy Sound, 2015)

### EPs
- Between (DiCristina, 2005)

### Outras contribuições
- Acoustic 07 (V2 Records, 2007) - "Been So Long"
- The Believer, trilha de 2004 - "Be Kind to Me"